# مطار ازويرات
مطار ازويرات (إياتا: OUZ، إيكاو: GQPZ)، هو مطار داخلي يخدم مدينة ازويرات في شمال موريتانيا، والتي تبعد عن العاصمة نواكشوط 750 كلم.
يبلغ طول مدرج المطار 2500 متر وعرضه 45 متر.

## تاريخ
في نونبر 2014، قام الرئيس الموريتاني محمد ولد عبد العزيز بتدشين مطار ازويرات.

## شركات الطيران
| شركات الطيران       | الوجهات          |
| ------------------- | ---------------- |
| الموريتانية للطيران | نواذيبو، نواكشوط |